# Prats-du-Périgord
Prats-du-Périgord (okzitanisch: Prats de Perigòrd) ist eine südfranzösische Gemeinde mit 144 Einwohnern (Stand: 1. Januar 2022) im äußersten Süden des Périgord noir und gehört zum Arrondissement Sarlat-la-Canéda und zum Kanton Vallée Dordogne. 

## Lage
Prats-du-Périgord liegt etwa 43 Kilometer ostsüdöstlich von Bergerac. Umgeben wird Prats-du-Périgord von den Nachbargemeinden Orliac im Norden, Doissat im Norden und Nordosten, Besse im Osten und Südosten, Saint-Cernin-de-l’Herm im Süden sowie Mazeyrolles im Westen und Nordwesten.

## Bevölkerungsentwicklung
| Jahr                      | 1962 | 1968 | 1975 | 1982 | 1990 | 1999 | 2006 | 2013 |
| Einwohner                 | 247  | 238  | 197  | 212  | 199  | 183  | 168  | 149  |
| Quelle: Cassini und INSEE |      |      |      |      |      |      |      |      |

## Sehenswürdigkeiten
- Kirche Saint-Maurice aus dem 12. Jahrhundert, Monument historique seit 1948
- Burg Prats-du-Périgord aus dem 14. Jahrhundert

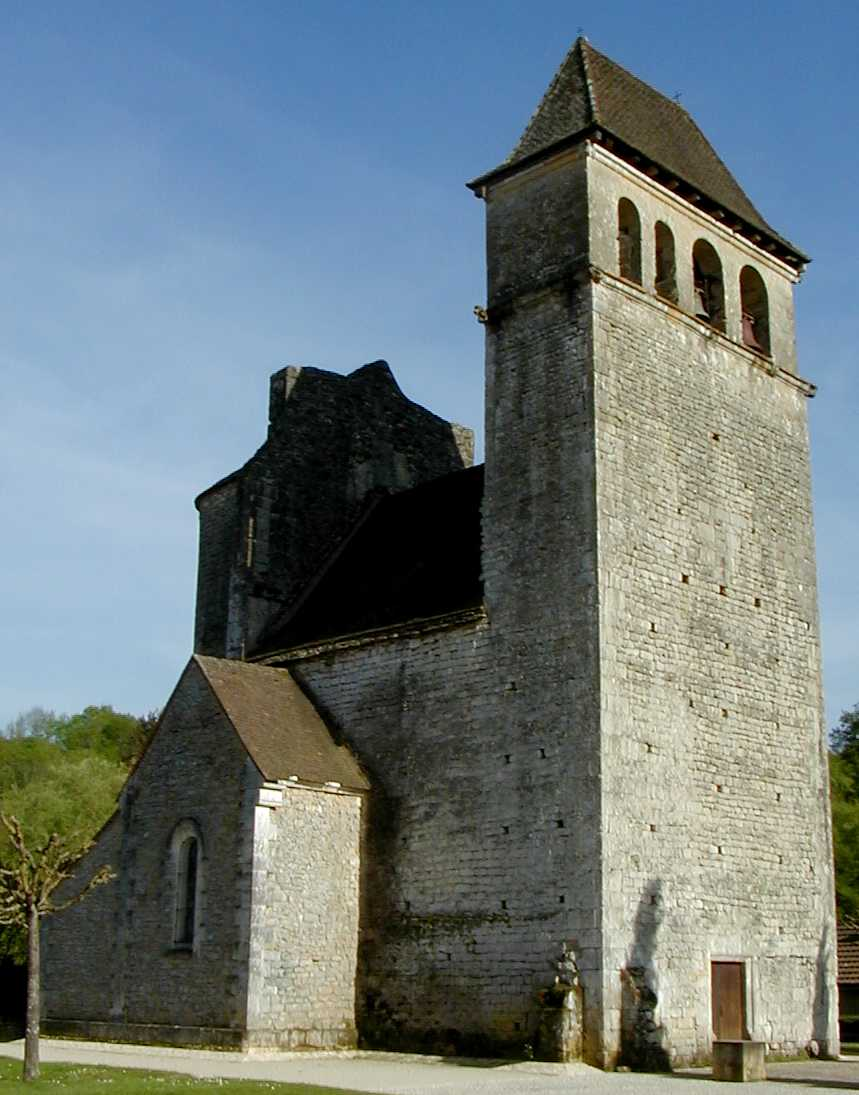
Kirche Saint-Cyr-et-Sainte-Julitte
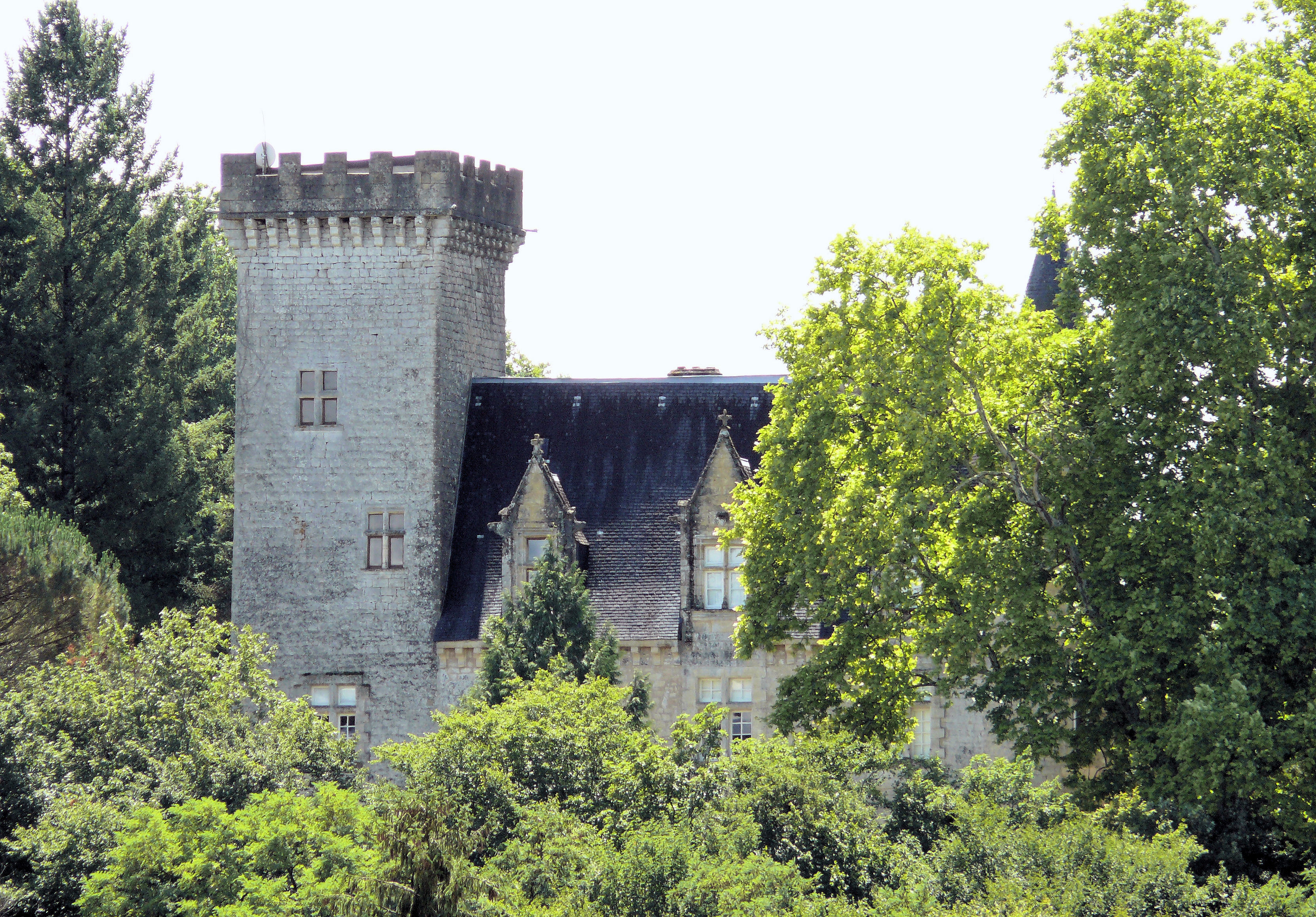
Burg Prats-du-Périgord